# Dolmens de Kerhuen
Les dolmens de Kerhuen sont un groupe de deux dolmens situés à Belz, dans le département français du Morbihan.

## Historique
Les dolmens sont signalés par W.C. Lukis en 1867. Ils ont été explorés par Chapelain-Duparc en 1877 mais aucun rapport de fouilles ni résultats ne sont connus. Les dolmens ont fait l’objet d'une restauration dirigée par Zacharie Le Rouzic en 1932. Le matériel archéologique recueilli à cette occasion (éclats de silex, fragments de poterie) est conservé au musée de Carnac.
Les deux dolmens sont classés au titre des monuments historiques par arrêtés du 24 octobre 1921 (dolmen est) et du 22 août 1934 (dolmen ouest).

## Description
Les deux dolmens sont distants d'environ 25 m. Les deux dolmens sont des dolmens à couloir. Le dolmen occidental ouvre à l'est-sud-est. Il ne comporte plus que six orthostates au niveau de la chambre et un au niveau du couloir. Toutes les dalles de couverture ont disparu. Le dolmen oriental est en bien meilleur état. Il ouvre au sud-est. La chambre est délimitée par cinq orthostates. Elle est recouverte d'une unique dalle de couverture qui ne repose que sur quatre supports. Le couloir comporte six dalles latérales et une table de couverture.
Selon Le Rouzic, il y aurait eu quatre dolmens du même type sur le site.